# Sphagnum denticulatum
Sphagnum denticulatum är en bladmossart som beskrevs av Bridel 1826. Sphagnum denticulatum ingår i släktet vitmossor, och familjen Sphagnaceae. Inga underarter finns listade i Catalogue of Life.